# Wurzel-Jesse-Fenster (Groslay)

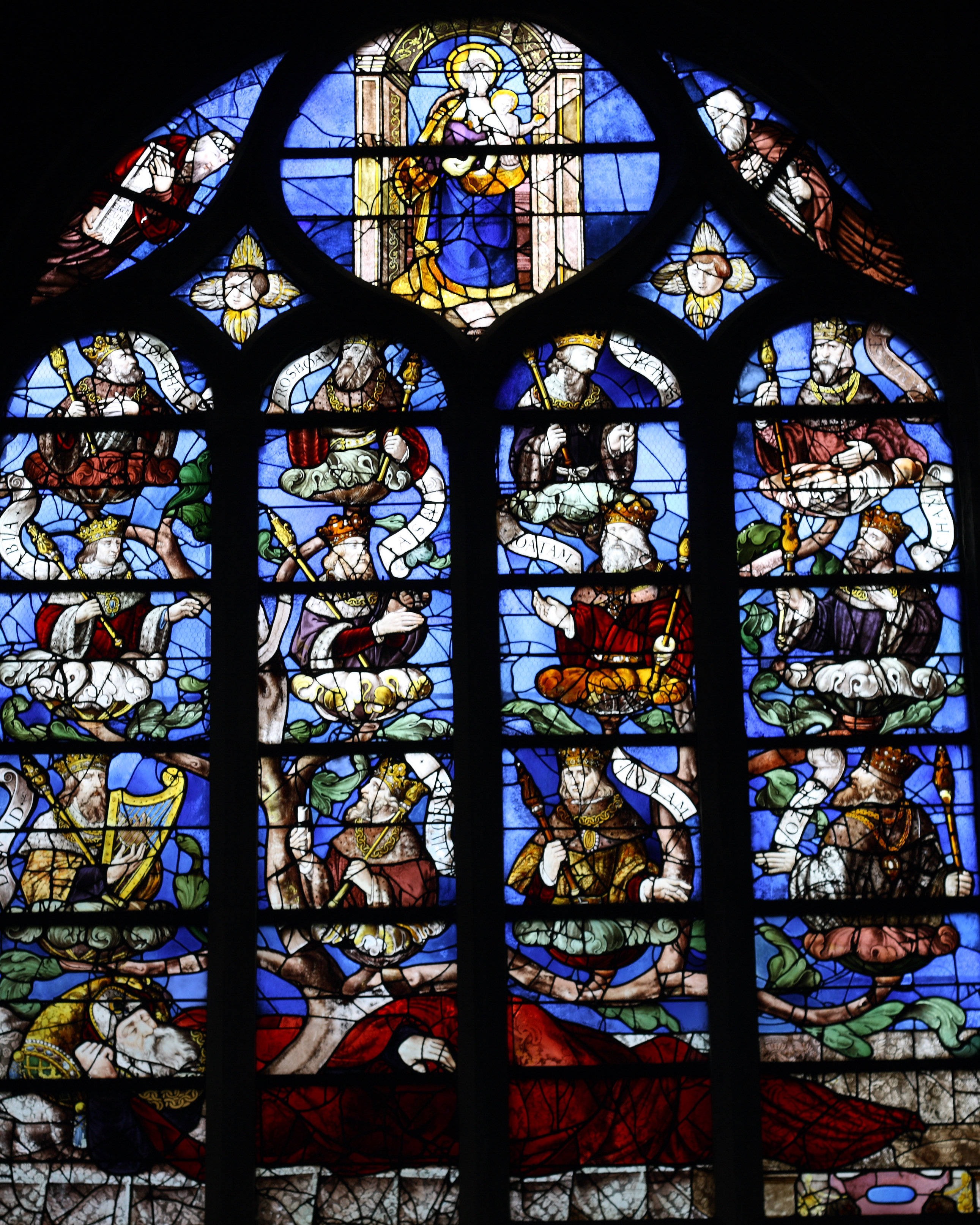
Wurzel-Jesse-Fenster in Groslay

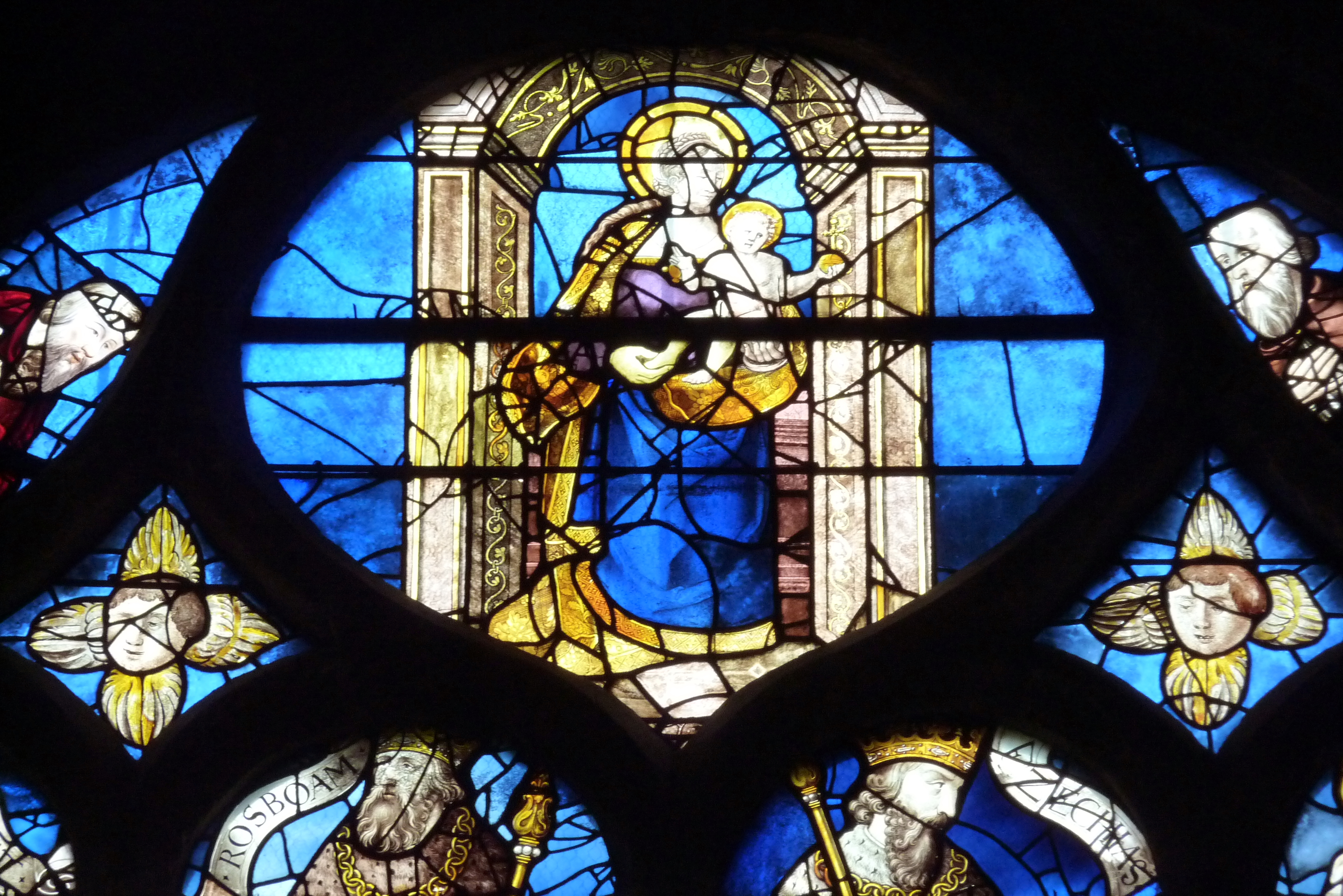
Madonna mit Kind als Abschluss des Baumes Jesse

Das Wurzel-Jesse-Fenster in der katholischen Pfarrkirche St-Martin in Groslay, einer Gemeinde im Département Val-d’Oise der französischen Region Île-de-France, wurde 1572 geschaffen. Das Bleiglasfenster wurde 1974 als Monument historique in die Liste der geschützten Objekte (Base Palissy) in Frankreich aufgenommen.
Das Entstehungsjahr 1572 des Fensters ist durch eine verlorengegangene Inschrift bekannt. Ein weiteres Fenster der gleichen Werkstatt, wohl nach dem gleichen Karton entstanden, befindet sich in der Kirche Saint-Ythier.

## Beschreibung
Die Wurzel Jesse ist ein weit verbreitetes Bildmotiv der christlichen Kunst des Mittelalters und der frühen Neuzeit. Es wird der Stammbaum Christi in Gestalt eines Baumes dargestellt, der aus der Figur Jesses herauswächst, dem Vater König Davids. Jesse wird schlafend gezeigt und als folgende Zweige des Baumes erscheinen David und weitere elf Könige Israels. Den Abschluss bildet die Darstellung Marias mit Kind.

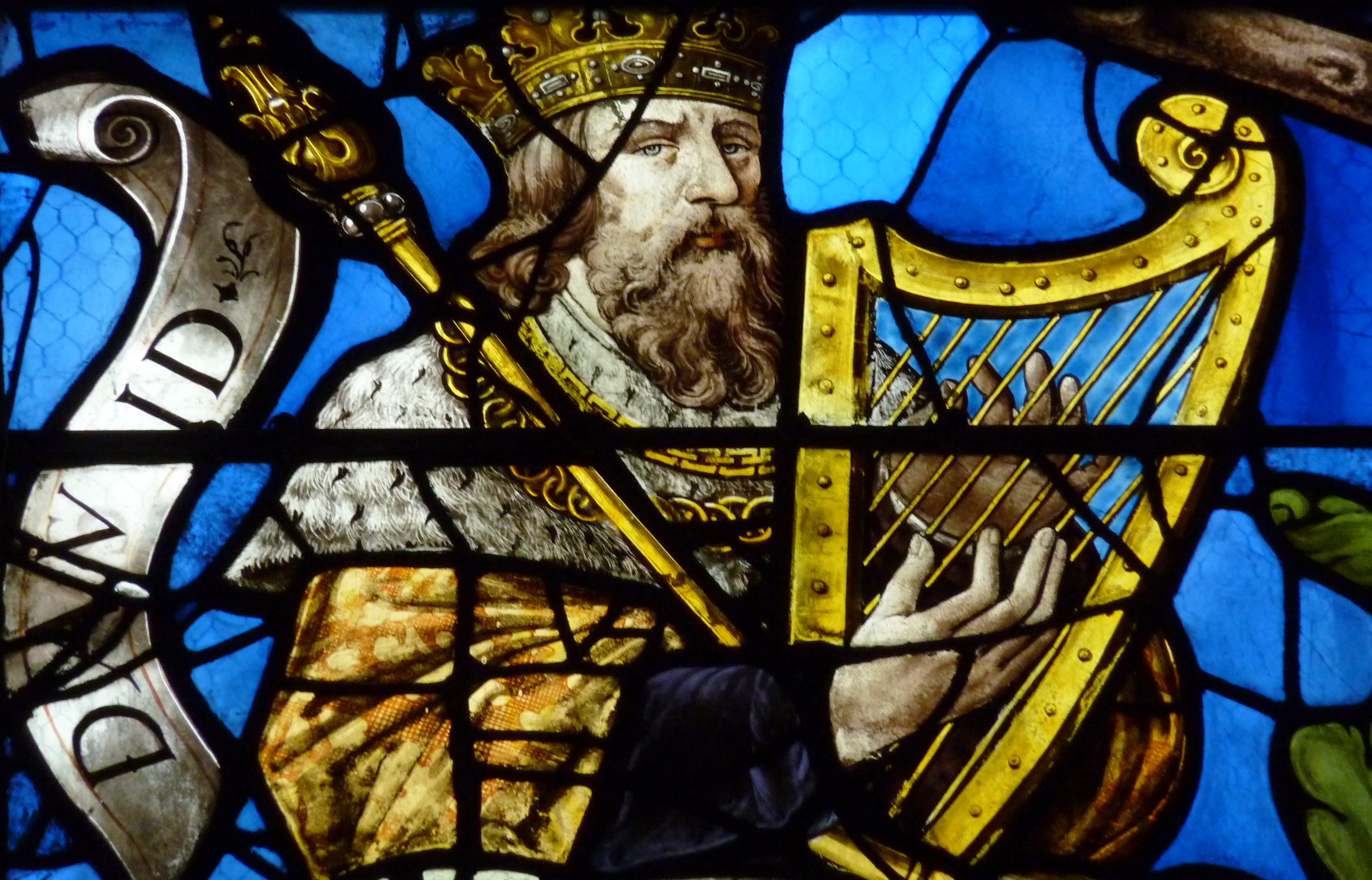
König David
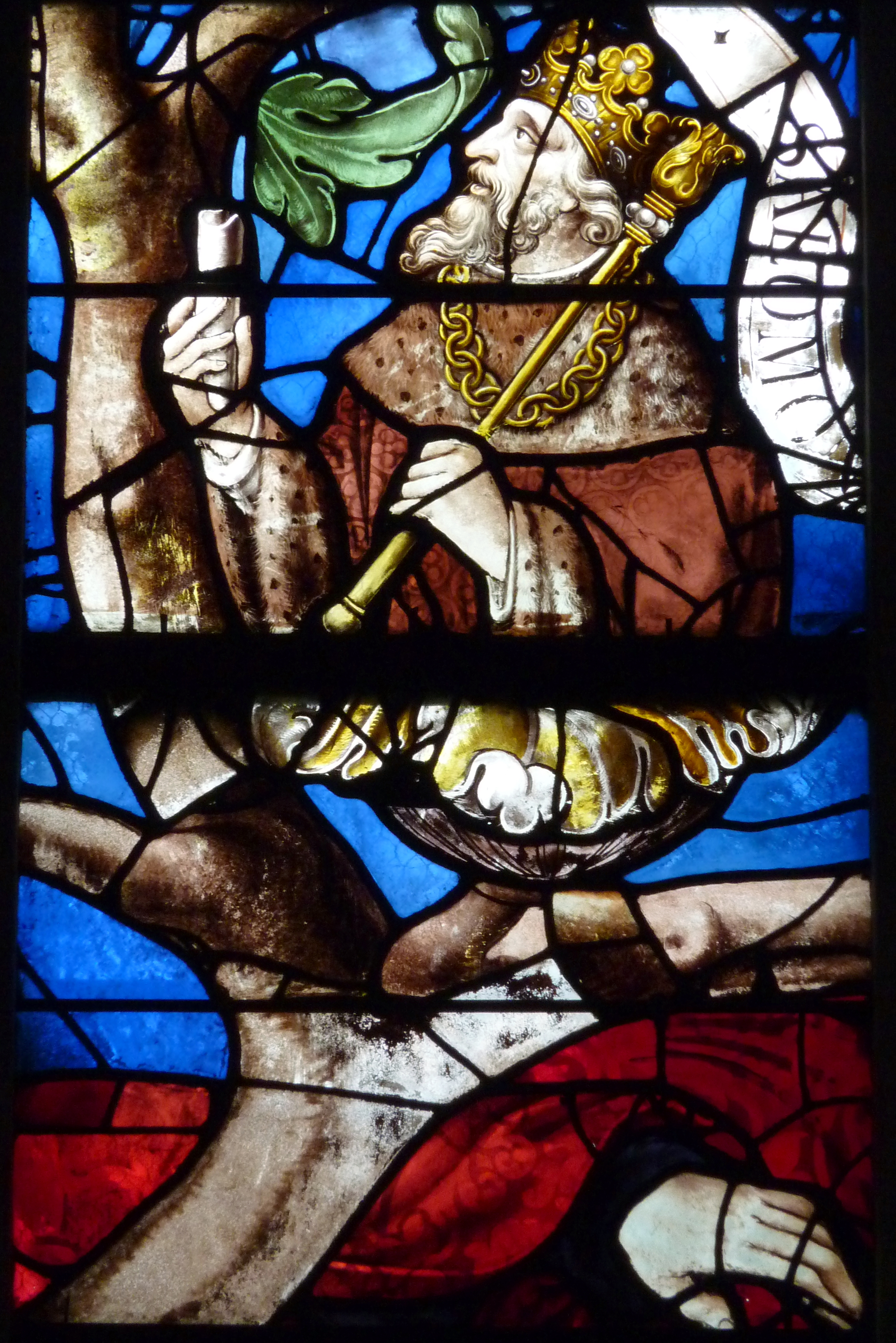
König Salomo
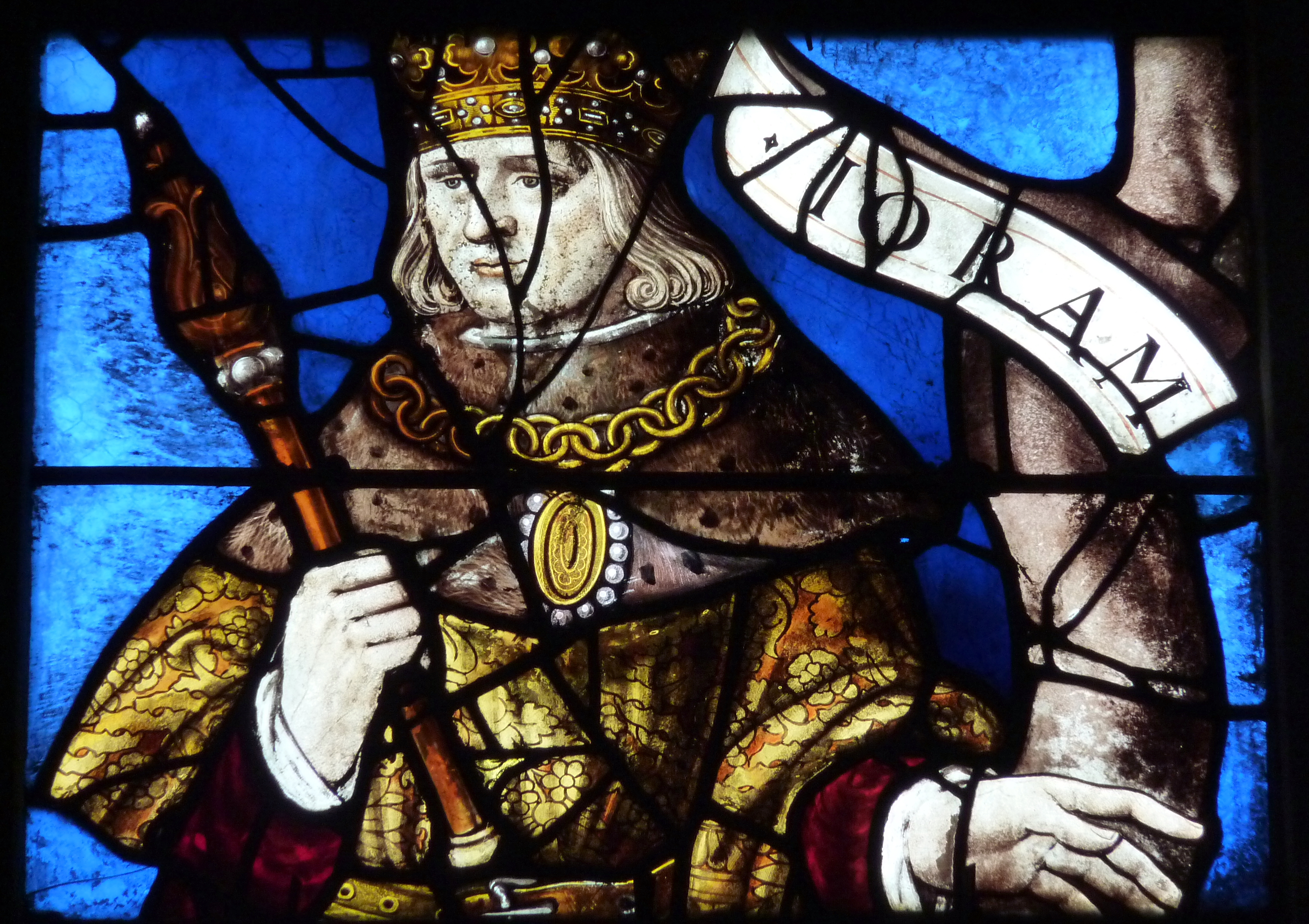
König Joram
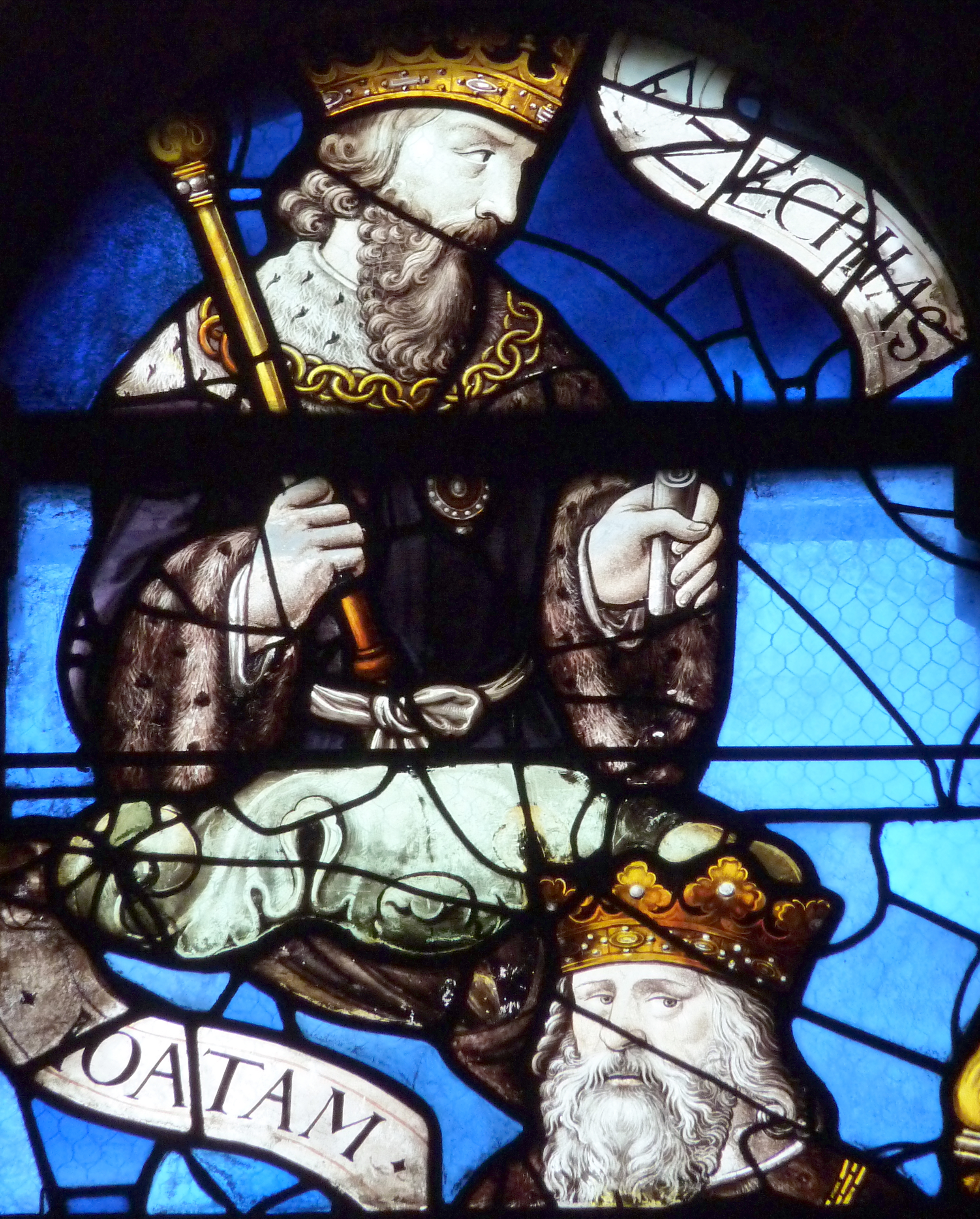
König Ezechia
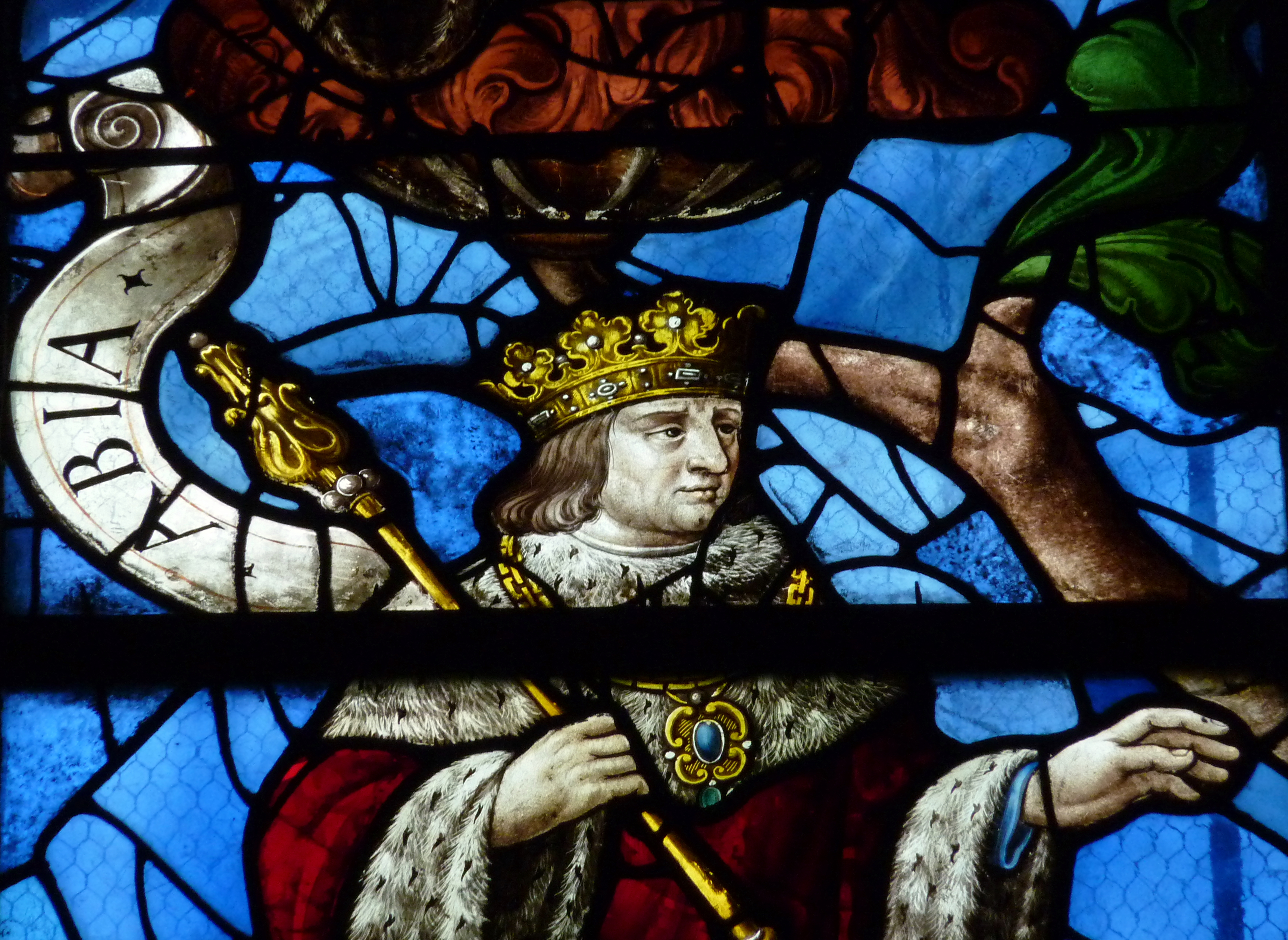
König Abija
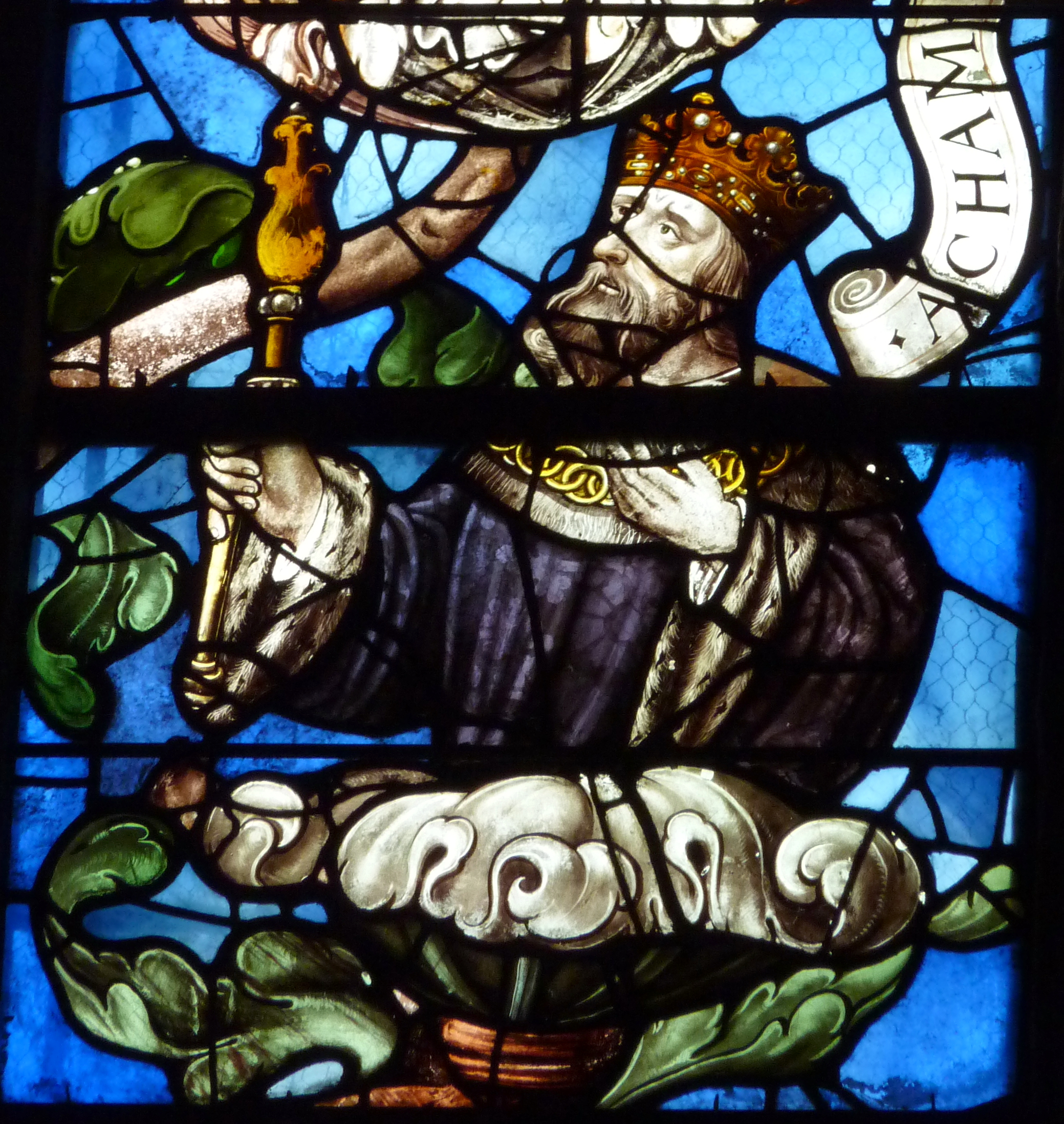
König Ahas
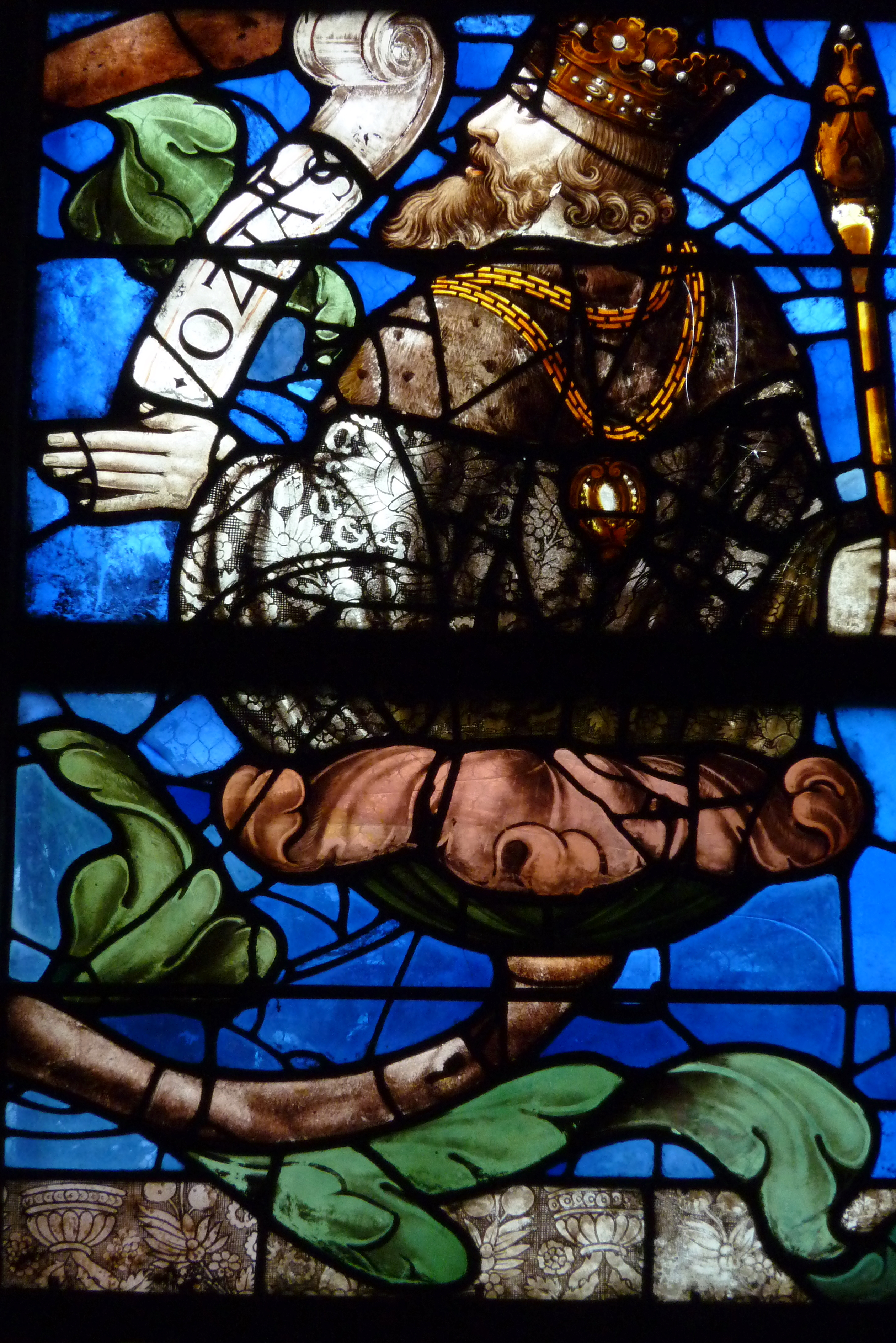
König Josia
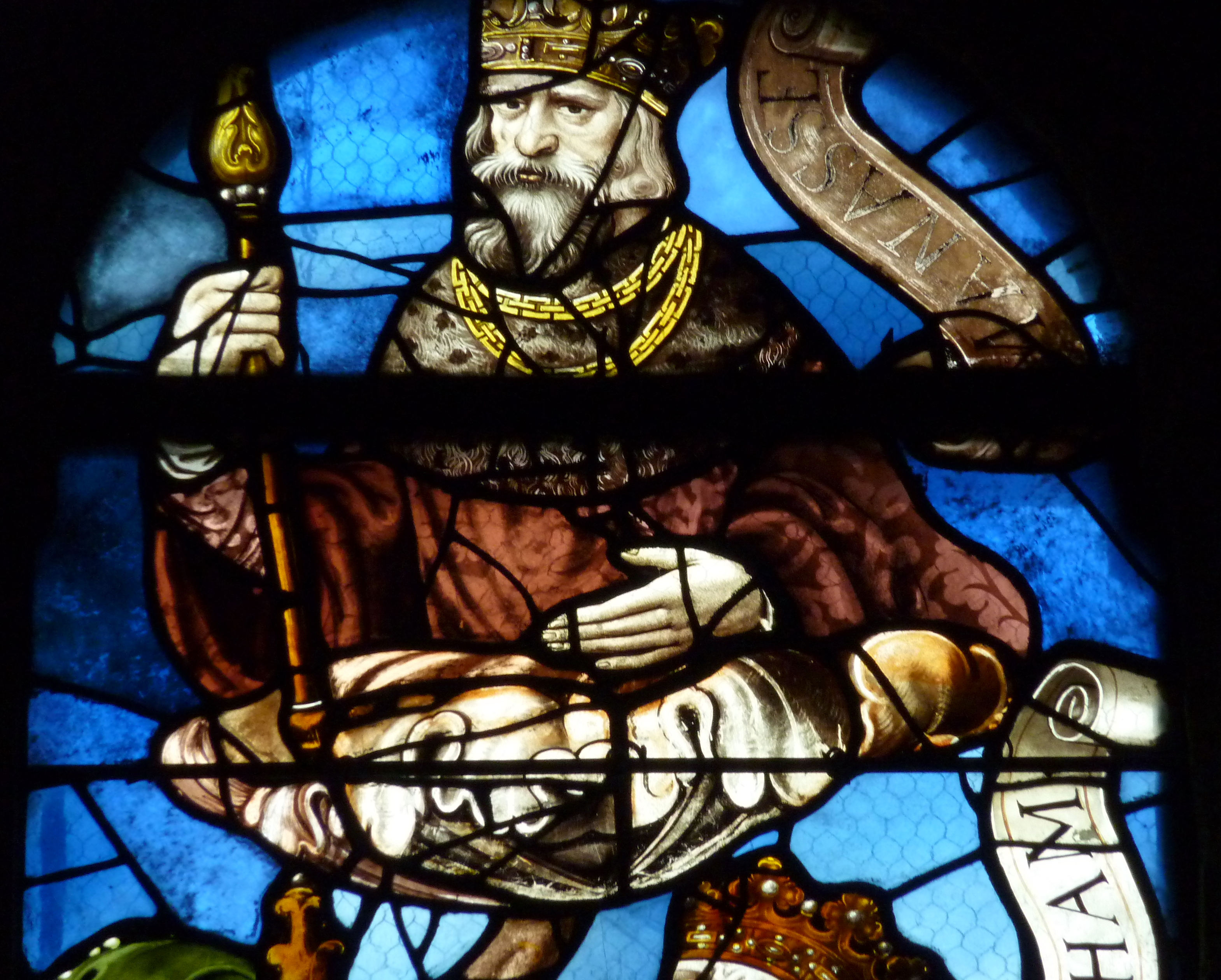
König Manasse